# Guaraci
Guaraci este un oraș în Paraná (PR), Brazilia.